# Ana Catarina de Salm-Kyrburg
Ana Catarina Doroteia de Salm-Kyrburg (em alemão:  Anna Katharina Dorothea; Fénétrange, 27 de janeiro de 1614 - Estugarda, 27 de junho de 1655) foi um membro da família de Salm-Kyrburg que se tornou duquesa de Württemberg após o seu casamento com o duque Everardo III de Württemberg.

## Casamento e descendência
Ana Catarina casou-se a 26 de fevereiro de 1637 e a sua noiva foi o duque Everardo III de Württemberg. O casal teve os seguintes filhos:
1. João Frederico de Württemberg-Winnental (9 de setembro de 1637 – 2 de agosto de 1659), morreu aos vinte-e-dois anos de idade.
2. Luís Frederico de Württemberg-Winnental (2 de novembro de 1638 – 18 de janeiro de 1639), morreu aos dois meses de idade.
3. Cristiano Everardo de Württemberg-Winnental (29 de novembro de 1639 – 23 de março de 1640), morreu aos cinco meses de idade.
4. Everardo de Württemberg-Winnental (12 de dezembro de 1640 – 24 de fevereiro de 1641), morreu aos dois meses de idade.
5. Sofia Luísa de Württemberg-Winnental (19 de fevereiro de 1642 – 3 de outubro de 1702); casada com o marquês Cristiano Ernesto de Brandemburgo-Bayreuth; com descendência.
6. Doroteia Amália de Württemberg-Winnental (13 de fevereiro de 1643 – 27 de março de '650), morreu aos sete anos de idade.
7. Cristiana Frederica de Württemberg-Winnental (28 de fevereiro de 1644 – 30 de outubro de 1674); casada com o conde Alberto Ernesto I de Oettingen-Oettingen; com descendência.
8. Cristina Carlota de Württemberg-Winnental (21 de outubro de 1645 – 16 de maio de 1699), casada com o príncipe Jorge Cristiano da Frísia Oriental; com descendência.
9. Guilherme Luís de Württemberg (7 de janeiro de 1647 – 23 de junho de 1677), casado com a condessa Madalena Sibila de Hesse-Darmstadt; com descendência.
10. Ana Catarina de Württemberg-Winnental (27 de novembro de 1648 – 10 de novembro de 1691), nunca se casou nem teve filhos.
11. Carlos Cristóvão de Württemberg-Winnental (nascido e morto em 1650)
12. Everardina Catarina de Württemberg-Winnental (12 de abril de 1651 – 19 de agosto de 1683), casada com o conde Alberto Ernesto I de Oettingen-Oettingen; sem descendência.
13. Frederico Carlos de Württemberg-Winnental (12 de setembro de 1652 – 20 de dezembro de 1698), casado com a marquesa Leonor Juliana de Brandemburgo-Ansbach; com descendência.
14. Carlos Maximiliano de Württemberg-Winnental (28 de setembro de 1654 – 9 de janeiro de 1689).

## Genealogia
| Ana Catarina de Salm-Kyrburg | Pai: Otto II de Salm           | Avô paterno: João VIII de Salm               | Bisavô paterno: João VII de Salm                              |
| Ana Catarina de Salm-Kyrburg | Pai: Otto II de Salm           | Avô paterno: João VIII de Salm               | Bisavó paterna: Ana de Isenburg                               |
| Ana Catarina de Salm-Kyrburg | Pai: Otto II de Salm           | Avó paterna: Ana de Hohenlohe-Waldenburg     | Bisavô paterno: Jorge I de Hohenlohe-Waldenburg               |
| Ana Catarina de Salm-Kyrburg | Pai: Otto II de Salm           | Avó paterna: Ana de Hohenlohe-Waldenburg     | Bisavó paterna: Praxedis von Sulz                             |
| Ana Catarina de Salm-Kyrburg | Mãe: Doroteia de Solms-Laubach | Avô materno: João Jorge I de Solms-Laubach   | Bisavô materno: Frederico Magnus de Solms-Laubach-Sonnenwalde |
| Ana Catarina de Salm-Kyrburg | Mãe: Doroteia de Solms-Laubach | Avô materno: João Jorge I de Solms-Laubach   | Bisavó materna: Inês de Wied                                  |
| Ana Catarina de Salm-Kyrburg | Mãe: Doroteia de Solms-Laubach | Avó materna: Margarida de Schönburg-Glauchau | Bisavô materno: Jorge I de Schönburg-Glauchau                 |
| Ana Catarina de Salm-Kyrburg | Mãe: Doroteia de Solms-Laubach | Avó materna: Margarida de Schönburg-Glauchau | Bisavó materna: Doroteia Reuss de Greiz                       |